# Manszanilyafa
A manszanilyafa vagy idegen szóval manchineel fa (Hippomane mancinella) a kutyatejfélék (Euphorbiaceae) családjába tartozó zárvatermő növényfaj. Észak-Amerika déli, és Dél-Amerika északi részén, a Karib-tenger környékén, valamint a Bahama-szigeteken található meg. Erősen mérgező: méreganyagai a kéregben, a levelekben, és a termésében is megtalálhatók. A szervezetbe kerülve akár fulladásos halált okoz.

## Elterjedése
Az örökzöld fa a Karib-térségben őshonos, megtalálható Florida államban, a Bahamákon, Mexikóban, Kolumbiában, Venezuelában, Guyanában, Surinameban, Francia Guyanában, Ecuadorban, és Brazília északi részén. Gyakran nő homokos strandokon, vagy mocsaras területeken, a nagy gyökerei a talajban késleltetik az eróziót.
Európában csak behozott, és mesterségesen ültetett példányok találhatóak.

## Leírása
A fa körülbelül 15 méter magasra nő meg. Kérge vöröses-szürkés színű, kicsi zöldessárga virágokkal és fényes zöld levelekkel rendelkezik. A levelek egyszerűek, kb. 5-10 cm hosszúak. A gyümölcsök leginkább az almára hasonlítanak.

## Hatása az emberi szervezetre
Kolumbusz Kristóf egy legenda szerint a "halál almája" nevet adta a a manszanilyafa termésének, ami még a Guinness Rekordok Könyvébe is bekerült, mint a legerősebben mérgező fa. Fő hatóanyagai a forbol, a hippomanin, mancinellin, szaponin, fenacil-klorid és a fizosztigmin, valamint több, máig nem azonosított anyag. A manchineel fa nedve sűrű, fehér, tejszerű folyadék. Elegendő csak megérinteni a fa kérgét vagy a leveleit, a folyadék égési sérüléshez hasonló bőrgyulladást okoz. Ha a folyadék a szembe kerül, akár élethosszig tartó vakságot is eredményezhet.
A legveszélyesebb azonban a fa termése: a vadalmaszerű gyümölcs elfogyasztása akár halálos is lehet. A gyümölcs egyébként kellemes, íze a gyömbérre emlékeztető. Fogyasztás után szinte azonnal jelentkeznek a mérgezés tünetei: a szájüreg zsibbadása, később csípő, maró érzése. Ezután következik a nyelőizmok bénulása, majd a nyelőcső és a légutak bedagadása, ezután légzési elégtelenség miatt beáll a halál.
Esős időben szintén veszélyes a fa alá állni, ugyanis az esővíz kioldja a fa leveleiből a mérget, ami a bőrre kerülve maró hatású. A fa ágait elégetni sem ajánlott, ugyanis a mérget tartalmazó füst szembe kerülve szintén vakságot okoz.

## Fordítás
- Ez a szócikk részben vagy egészben  a   Manchineel című angol Wikipédia-szócikk ezen változatának fordításán alapul.  Az eredeti cikk szerkesztőit annak laptörténete sorolja fel. Ez a jelzés csupán a megfogalmazás eredetét és a szerzői jogokat jelzi, nem szolgál a cikkben szereplő információk forrásmegjelöléseként.